# Lilbourne
Lilbourne is een civil parish in het bestuurlijke gebied Daventry, in het Engelse graafschap Northamptonshire met 273 inwoners.